# 휴휴당 부조묘
휴휴당 부조묘(休休堂 不祧廟)는 대한민국 경상북도 구미시 도개면에 있는 조선시대의 부조묘이다. 2007년 8월 9일 경상북도의 문화재자료 제527호로 지정되었다.

## 지정 사유
부조묘는 산기슭의 경사지에 토석담장을 둘러 일곽을 형성하고 있으며, 전면에는 좌의정 휴휴당 부조묘비를 두고 좌측에는 제청(祭廳)인 모원당(慕遠堂)이, 사당(祠堂)은 이 공간을 지나 높은 단위에 자리잡고 있다.
휴휴당 부조묘는 조선 성종 시대에 좌의정을 지낸 홍응(洪應, 1428년 ~ 1492년, 자는 응지(應之), 호는 휴휴당(休休堂))을 기리기 위한 불천위 사당으로 당양리(唐陽里)에 창건되었던 것을 1630년경 현재의 위치로 옮겨 중건한 것으로 기록되어 있으나 후손들에 의해 수차례의 중수를 거쳐 1928년에 중건되었다. 건물 연대는 일천하여 건축학적으로 크게 주목되는 점은 없는 편이다.
조선 전기의 재상인 홍응은 어려서 노사신과 함께 공부하였고, 1451년(문종 1) 생원시에서 2등으로 합격하고, 같은 해의 증광시에서 을과 1인(장원)으로 합격하였다. 이어 사간원 우정언, 지제교에 임명되었고, 춘추관 기사관, 집현전 수찬을 거쳐 사가독서를 허락받았으며, 이후 세조로부터 우대를 받으면서 승정원 동부승지, 우승지, 좌승지, 도승지, 형조판서 등을 역임하였다. 세조가 궁중에 설치한 내경청에서 사경하기도 하였으며, 1463년(세조 9)『명황계감』을 언해하였고,『경국대전』의 편찬에도 참여하였다. 1479년(성종 10) 가을에 우의정이 되었고, 다음해에 좌의정에 올라 역사적으로 주목받는 인물이다.
현재의 시점에서도 해마다 4월 4일에 불천위의 제례가 행하여져 이 지역의 무형 문화의 일단면을 잘 보여주고 있으므로 보존할 가치가 있어 문화재자료로 지정한다.

## 같이 보기
- 홍응

## 참고 자료
- 휴휴당 부조묘 - 국가유산청 국가유산포털